# Vadipatti
Vadipatti (o Vadippatti) è una suddivisione dell'India, classificata come town panchayat, di 21.780 abitanti, situata nel distretto di Madurai, nello stato federato del Tamil Nadu. In base al numero di abitanti la città rientra nella classe III (da 20.000 a 49.999 persone).

## Geografia fisica
La città è situata a 10° 4' 60 N e 77° 57' 0 E e ha un'altitudine di 123 m s.l.m..

## Società

### Evoluzione demografica
Al censimento del 2001 la popolazione di Vadipatti assommava a 21.780 persone, delle quali 10.875 maschi e 10.905 femmine. I bambini di età inferiore o uguale ai sei anni assommavano a 2.264, dei quali 1.125 maschi e 1.139 femmine. Infine, coloro che erano in grado di saper almeno leggere e scrivere erano 14.833, dei quali 8.262 maschi e 6.571 femmine.